# Кодавере
Ко́давере (ест. Kodavere küla) — село в Естонії, у волості Пейпсіяере повіту Тартумаа.

## Населення
Чисельність населення на 31 грудня 2011 року становила 54 особи.

## Географія
Село розташоване на березі Чудського озера.
Через населений пункт проходить автошлях 43 (Аовере — Калласте — Омеду). Від села починається дорога 14101 (Сааре — Пала — Кодавере).

## Історія
До 23 жовтня 2017 року село входило до складу волості Пала повіту Йиґевамаа.

## Пам'ятки
- Лютеранська кірха святого Михайла (Kodavere Püha Mihkli kirik), пам'ятка архітектури[2]

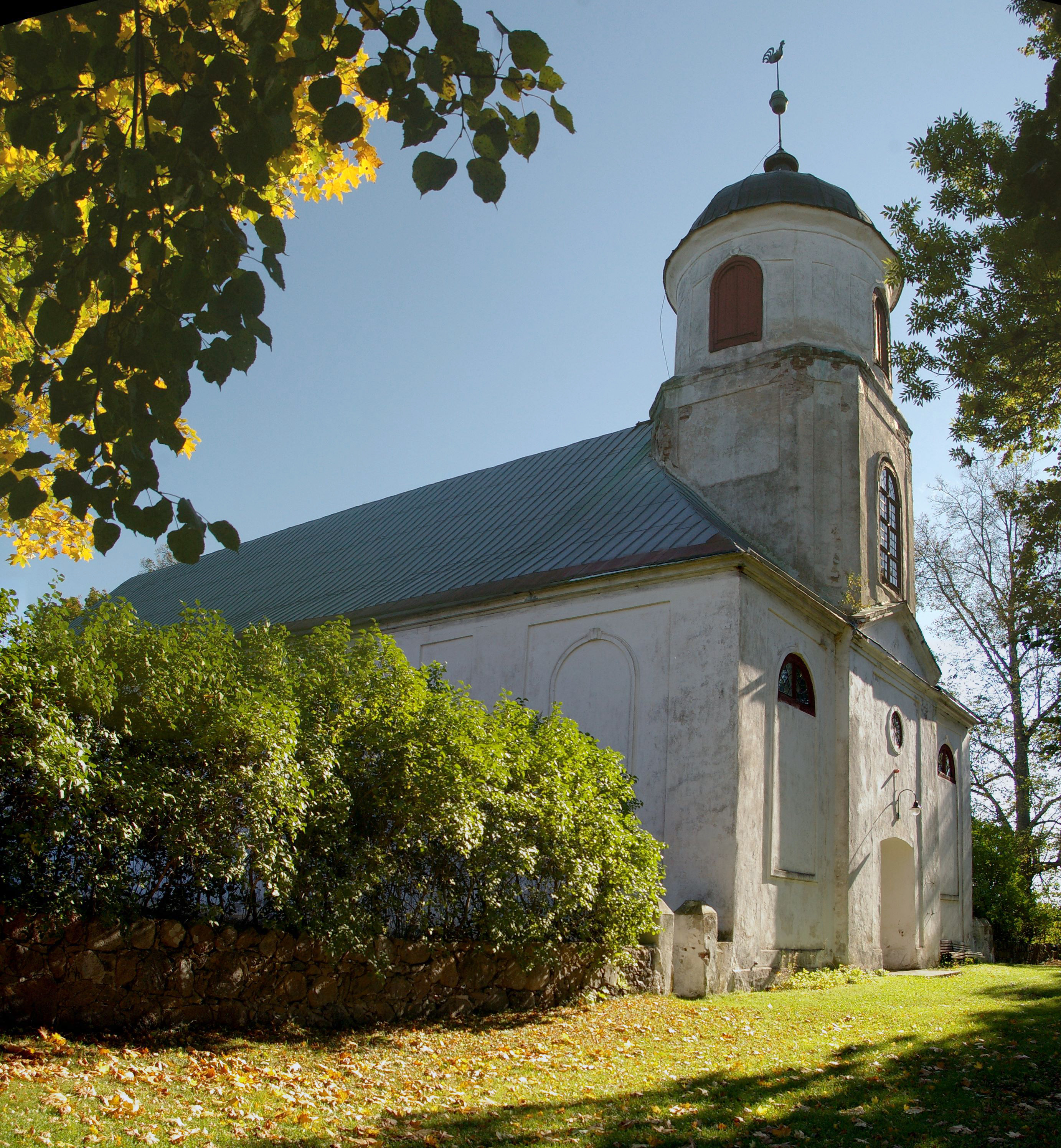
Кірха святого Михайла
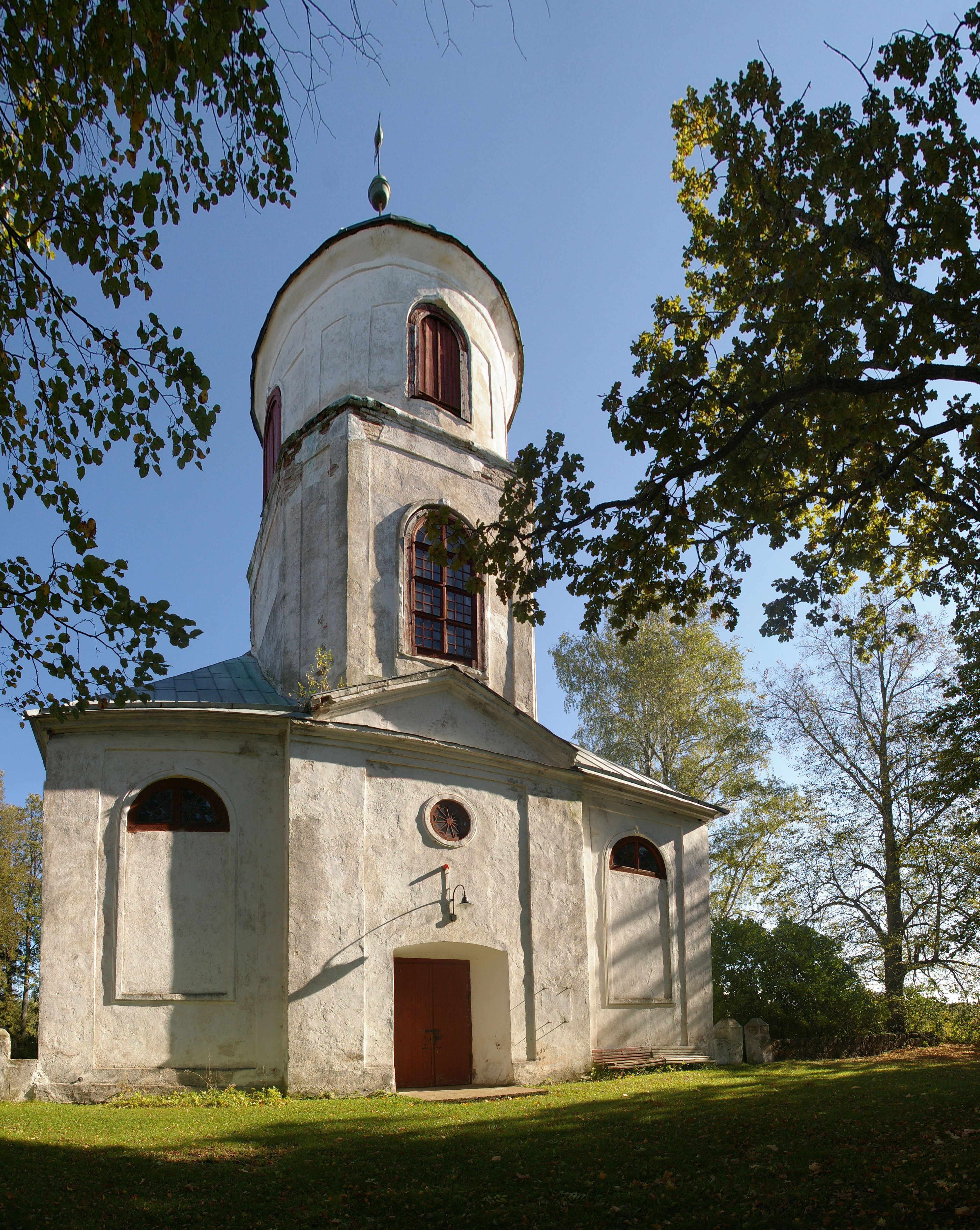
Кірха святого Михайла